# Franco Agamenone
Franco Agamenone (Río Cuarto, Argentina, 15 de abril de 1993) es un jugador de tenis argentino naturalizado italiano.
Su ranking ATP más alto de singles fue el número 108, logrado el 1 de agosto de 2022; mientras que en dobles alcanzó el puesto 167 el 15 de octubre de 2018.
Agamenone fue suspendido desde marzo de 2019 hasta enero de 2020 por dopaje.
En septiembre de 2020, Agamenone que representaba a Argentina, decidió comenzar a representar a Italia para poder jugar el campeonato italiano.

## Títulos ATP Challenger 6 (4; 3)

### Individuales (4)
| N.° | Fecha                    | Torneo                     | Superficie    | Oponente en la final | Resultado |
| --- | ------------------------ | -------------------------- | ------------- | -------------------- | --------- |
| 1.  | 28 de agosto de 2021     | Challenger de Praga 2      | Tierra batida | Ryan Peniston        | 6-3, 6-1  |
| 2.  | 12 de septiembre de 2021 | Challenger de Kiev         | Tierra batida | Sebastián Báez       | 7-5, 6-2  |
| 3.  | 1 de mayo de 2022        | Challenger de Roma         | Tierra batida | Gian Marco Moroni    | 6-1, 6-4  |
| 4.  | 15 de julio de 2023      | Challenger de Braunschweig | Tierra batida | Pavel Kotov          | 7-5, 6-3  |

### Dobles (3)
| N.º | Fecha      | Torneo                                | Superficie    | Compañero        | Oponentes en la final          | Resultado        |
| --- | ---------- | ------------------------------------- | ------------- | ---------------- | ------------------------------ | ---------------- |
| 1.  | 17.11.2017 | Challenger de Santiago                | Tierra batida | Facundo Argüello | Máximo González Nicolás Jarry  | 6–4, 3–6, [10–6] |
| 2.  | 09.03.2019 | Challenger de Santiago                | Tierra batida | Fernando Romboli | Facundo Argüello Martín Cuevas | 6–4, 3–6, [10–6] |
| 3.  | 19.03.2022 | Challenger de Roseto degli Abruzzi II | Tierra batida | Manuel Guinard   | Ivan Sabanov Matej Sabanov     | 7–6(2), 7–6(3)   |

#### Finalista (1)
| N.º | Fecha      | Torneo                 | Superficie    | Compañero        | Oponentes en la final        | Resultado |
| --- | ---------- | ---------------------- | ------------- | ---------------- | ---------------------------- | --------- |
| 1.  | 06.10.2018 | Challenger de Campinas | Tierra batida | Fernando Romboli | Hugo Dellien Guillermo Durán | 4–7, 4–6  |